# جفرود بالا
جَفرود بالا 
(به گیلکی: کۊج ٚ جفرۊ)  روستایی است از توابع بخش مرکزی شهرستان خمام در استان گیلان.
این روستای زیبا و سرسبز با نوار ساحلی به طول ۱/۲ کیلومتر، تنها روستای ساحلی شهرستان خمام میباشد.

## جمعیت
این روستا در دهستان چاپارخانه قرار دارد و بر اساس سرشماری مرکز آمار ایران در سال ۱۳۸۵، جمعیت آن ۳۶۶ نفر (۱۱۹ خانوار) بوده‌است.